# Paracyclops vagus
Paracyclops vagus – gatunek widłonoga z rodziny Cyclopidae. Nazwa naukowa tego gatunku skorupiaków została opublikowana w 1939 roku przez szwedzkiego zoologa Knuta Lindberga.